# لیزا لورینگ
 لیزا لورینگ (انگلیسی: Lisa Loring؛ زادهٔ ۱۶ فوریهٔ ۱۹۵۸ – درگذشتهٔ ۲۸ ژانویهٔ ۲۰۲۳) یک هنرپیشه اهل ایالات متحده آمریکا بود.